# Spinibarbus denticulatus
Spinibarbus denticulatus är en fiskart som först beskrevs av Oshima 1926.  Spinibarbus denticulatus ingår i släktet Spinibarbus och familjen karpfiskar. IUCN kategoriserar arten globalt som livskraftig. Inga underarter finns listade i Catalogue of Life.